# 曽我逸郎
曽我 逸郎（そが いつろう、1955年11月12日 - ）は、日本の政治家。長野県上伊那郡中川村長を3期務めた。

## 経歴・人物
長崎県対馬生まれ。本籍地は兵庫県西宮市。滋賀県に転居し、滋賀県立膳所高等学校卒業。大学で仏教学を学ぼうと志し、のち哲学専攻に転ずる。京都大学文学部卒業。電通に入社、大阪・香港・名古屋で勤務し、営業部長を経て、2002年退社。中川村に移り、農業を営む。
2005年4月24日、民間感覚の導入や観光と農業を結び付けた活性化策、村長給料30％カットを掲げ、草の根型の活動を展開して、中川村村長に初当選した。
生きていくのに必要・十分な所得を、すべての人に条件を設けずに給付しようというベーシックインカムの発想に関心をもち、しばしば文章を発表している。
2008年3月18日、憲法九条を守る首長の会への参加を表明した。
2010年1月29日、行政公式ホームページを利用して、村の無防備都市宣言を提案した。
2011年2月中旬、環太平洋戦略的経済連携協定（TPP）参加反対の村内9団体で構成される実行委員会の代表に就き、同月20日隊列の先頭に立ってデモ行進に参加した。
2012年4月28日、脱原発をめざす首長会議 に参加。
2012年6月、定例村議会一般質問で「村長は卒業式や入学式で国旗に一礼をしていないようだが、なぜか」を問われたのに対し、「国を誇りに思う気持ちは、誇れる国を創れれば自然に生まれる。国旗への一礼を押し付ける空気は、思考や行動を型に嵌め委縮させ、誇れる国にすることを妨げ、かえって日本の足を引っ張る。強制の空気がある内は一礼を控えたい。」といった旨を答弁。多くの意見が寄せられ、マスコミ報道でも注目された。
2013年4月21日、村長選で3期目の当選。2016年8月17日、次期村長選に立候補しないことを表明した。
村長退任後市民団体「伊那谷市民連合」代表に就任。
2017年、第48回衆議院議員総選挙に長野県第5区から無所属で出馬し、落選。
2019年6月26日、旧立憲民主党の衆議院長野5区総支部長に就任。
2021年10月31日の第49回衆議院議員総選挙に立憲民主党公認で立候補するも落選。11月26日、支部長を退任し、次期衆院選には立候補しない意向を示した。2022年8月同党を離党。

## 政策
- 2017年の朝日新聞によるアンケートにおいて、選択的夫婦別姓制度導入に賛成、としている[22]。

## 論文・著作
- 「閉塞時代を打破するベーシック・インカム (特集 ベーシックインカムの可能性)」、『プランB』28号所収、ロゴス、2010年8月1日[23]
- 「釈尊の教えと社会変革」 - ウェイバックマシン（2016年3月4日アーカイブ分） 『プランB』38号、針路研、2012年6月
- 「脱原発も反TPPもどう生きるかという思想 対談 佐高信×曽我逸郎」『週刊金曜日』934号、2012年11月2日
- 『脱原発で住みたいまちをつくる宣言 首長篇』（共著）影書房、2013年
- 『国旗、国歌、日本を考える―中川村の暮らしから―』トランスビュー、2014年5月
- 「釈尊の教えに導かれて 京都の古本屋での出会い」『日本古書通信』79巻8号、日本古書通信社、2014年8月
- 「意見異見(87)『美しい村』は支離滅裂な国の政策には振り回されない」『現代農業』94巻1号、農山漁村文化協会、2015年1月
- 『「苦」をつくらない　サピエンス（凡夫）を超克するブッダの教え』高文研、2018年8月